# John Hellins
John Hellins, angleški matematik in astronom, * 1749, grofija Devon, Anglija, † 5. april 1827, vas Potterspury, grofija Northamptonshire, Anglija.